# 114-85
114-85 или просто 85 — общесоюзная типовая серия многоквартирных кирпичных и жилых домов в СССР. Серия была разработана ЦНИИЭП Жилища в 1969 году на основе серии 1-447С. Дома серии 85 возводились с 1974 года по середину 2000-х годов. Дома данной серии относятся к брежневкам позднего периода («улучшенные» или «новая планировка»).

## Описание

### Конструкция

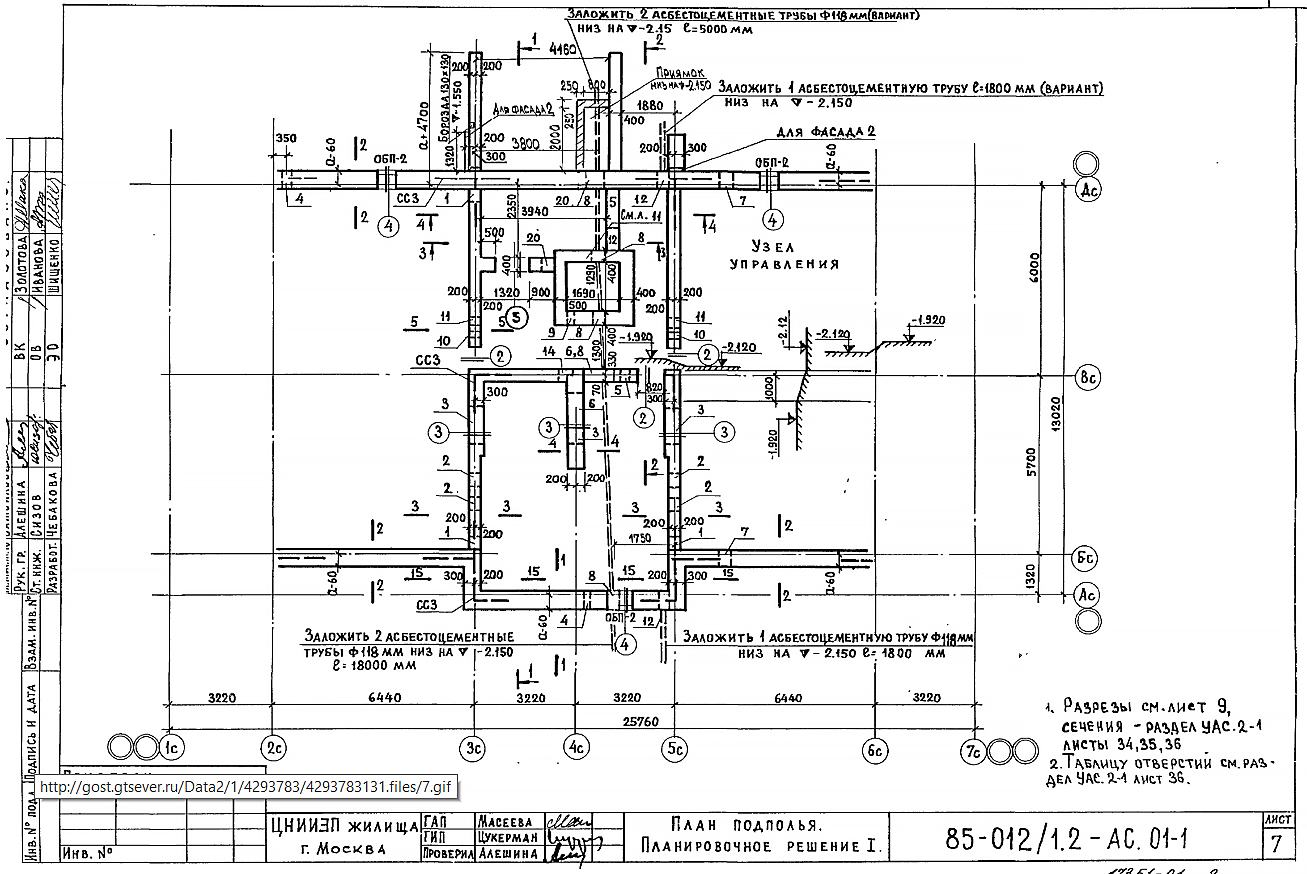
Типовой проект 85-012/1.2 АС.01-1.

Дома многосекционного типа, спроектированные по блок-секционному принципу. В составе серии запроектированы как готовые дома, так и блок-секции — рядовые, угловые, поворотные блок-вставки. Блок-секционный принцип позволяет «собирать» из секций дома различной формы — прямые, угловые, изогнутые. Блок-секции обозначаются индексами 85-0хх, готовые проекты домов — индексами 114-85-хх. 
Этажность домов 5 или 9 (10) этажей.
Материал стен — кирпич, чаще всего белый силикатный, существуют дома из красного кирпича. Штукатурка применяется изредка. Для декора может применяться сочетание красного и белого кирпича. Несущие стены — наружные и поперечные внутриквартирные. Перекрытия — многопустотные железобетонные плиты толщиной 220 мм.
Крыша плоская с битумным покрытием, водостоки внутренние. Высота потолков 2,48 м. Первый этаж, как правило, жилой. На всех этажах имеются балконы или лоджии.

### Коммуникации
Отопление — центральное водяное. Холодное водоснабжение, горячее водоснабжение и водоотведение — централизованные. Квартиры оборудованы газовой или электрической кухонной плитой.
В 9-этажных модификациях предусмотрен 1 пассажирский лифт и мусоропровод.

### Квартиры
В домах присутствуют одно-, двух-, трёх-, четырёхкомнатные квартиры. Наиболее распространены двух- и трёхкомнатные квартиры, одно- и четырёхкомнатные в некоторых модификациях могут отсутствовать.
Комнаты в многокомнатных квартирах все изолированные. Санузел в многокомнатных квартирах раздельный, с поперечно ориентированной ванной и местом для стиральной машины.

### Преимущества и недостатки
Преимущества:
1. Высокая тепло- и звукоизоляция благодаря стенам из кирпича, перекрытиям из многопустотных плит, толстым несущим стенам между квартирами
2. Изолированные комнаты
3. Кухня 8-9 (иногда даже 10) м2 в большинстве квартир
4. В большинстве квартир гостиная расположена рядом с кухней и не отделена от неё несущей стеной, что позволяет сделать проем между помещениями
5. Раздельный санузел с местом для установки стиральной машины
6. Балконы или лоджии во всех квартирах, широкие шестиметровые лоджии во многих модификациях
7. Большое количество многокомнатных квартир. В некоторых домах имеются нестандартные пятикомнатные квартиры
8. Трёх- и четырёхкомнатные квартиры выходят на две стороны света
9. Возможность выделения общего тамбура для нескольких квартир в 9-этажных домах
10. Проектный срок эксплуатации домов серии 85 намного превышает срок эксплуатации панельных домов и составляет 150 лет

Недостатки:
1. Поперечные несущие стены в квартирах ограничивают возможности перепланировки
2. Общая площадь квартир несколько меньше, чем в панельных сериях того же времени
3. Небольшая гостиная в некоторых модификациях (16 м2)
4. Небольшой размер кухни в некоторых квартирах. В большинстве квартир кухня имеет «вагонные» пропорции
5. Отсутствие однокомнатных квартир в некоторых домах

## Модификации
Серия 114-85 включает в себя большое количество модификаций: типовые проекты высотой 5 и 9 этажей, а также малосемейные и проекты для сельского строительства.

### Пятиэтажные
1. 114-85-1, 114-85-1/1 - 6-секционный дом на 80 квартир (однокомнатных - 20, двухкомнатных - 26, трехкомнатных - 24, четырехкомнатных - 10), Э-182 - то же, с наружными продольными стенами из асбестоцементных панелей;
2. 114-85-2 - 4-секционный дом на 60 квартир (однокомнатных - 20, двухкомнатных - 24, трехкомнатных - 16);
3. 85-04, 85-04/1, 85-04.86 - блок-секция рядовая на 30 квартир (однокомнатных 1Б-10; двухкомнатных 2Б-12, трехкомнатных 3А-8);
4. 85-05 - блок-секция торцевая левая на 30 квартир (однокомнатных 1Б-10; двухкомнатных 2Б-12, трехкомнатных 3А-8);
5. 85-06 - блок-секция торцевая правая на 30 квартир (однокомнатных 1Б-10; двухкомнатных 2Б-12, трехкомнатных 3А-8);
6. 85-07, 85-07/1, 85-07.86 - блок-секция рядовая на 20 квартир (двухкомнатных 2Б-2, трехкомнатных 3А-8, четырехкомнатных 4Б-10);
7. 85-08, 85-08/1, 85-08.86 - блок-секция угловая левая на 15 квартир (однокомнатных 1Б-1, двухкомнатных 2Б-14);
8. 85-09, 85-09/1, 85-09.86 - блок-секция угловая правая на 15 квартир (однокомнатных 1Б-1, двухкомнатных 2Б-14);
9. 85-037/1 - блок-секция рядовая с квартирами в 1 этаже для инвалидов-колясочников на 28 квартир (однокомнатных 1Б-8; двухкомнатных 2Б-8, 2И-2, трехкомнатных 3Б-8, 3И-2).

### Девятиэтажные
1. 114-85-3 — 4-подъездный жилой дом на 126 квартир. В крайних подъездах набор квартир 4-2-3, в центральных 3-2-2-3. Планировка квартир и подъездов в целом схожа с 85-012.
2. 85-012 — рядовая девятиэтажная блок-секция на 36 квартир. На этаже расположены 4 квартиры с набором 3-2-2-3. Двухкомнатные квартиры имеют широкую лоджию площадью 6 м2, трёхкомнатные — две лоджии на разные стороны света площадью по 3 м2. Лестница расположена вдоль наружной стены и отделена от площадки пассажирским лифтом, находящимся в центре подъезда. Мусоропровод расположен между лифтом и левой трёхкомнатной квартирой.
3. 85-013 — рядовая девятиэтажная блок-секция на 36 квартир. От 85-012 отличается набором квартир 4-1-2-3. Однокомнатная квартира имеет лоджию площадью 3 м2, четырёхкомнатная — лоджию 6 м2.
4. 85-017 — рядовая девятиэтажная блок-секция на 54 квартиры. Подъезд тамбурного типа с двумя коридорами, отходящими от центральной площадки с пассажирским лифтом. В каждом коридоре расположено по три квартиры. Мусоропровод расположен на межэтажной площадке. Набор квартир 1-3-2-2-3-2. Трёхкомнатные квартиры выходят на две стороны света. Все квартиры имеют широкие лоджии площадью 6 м2.
5. 85-068.91 — рядовая девятиэтажная блок-секция на 54 квартиры. Дальнейшее развитие проекта 85-017. По сравнению с предшественником улучшен фасад и увеличена площадь квартир на 4-7 м2 за счёт полуэркеров. При этом площадь лоджий уменьшена до 4 м2. На девятом этаже предусмотрены двухуровневые пятикомнатные квартиры.

### Малосемейные
1. 85-045/1, 85-045/1.2 — 9-этажная блок-секция для малосемейных на 143 квартиры. Представляет собой протяжённое одноподъездное здание с коридорным подъездом. В середине коридора расположен лестнично-лифтовый узел и мусоропровод. На площадке расположено 16 квартир, из них 2 двухкомнатных площадью 44 м2, 14 однокомнатных площадью от 27 до 36 м2. Все квартиры оборудованы смежным санузлом, в однокомнатных имеется тёмная комната. Площадь кухонь составляет от 6 до 10 м2. Все квартиры имеют небольшую лоджию с выходом из кухни. С торцов здания расположены общие балконы и эвакуационная лестница.
2. 85-046 — 5-этажная блок-секция для малосемейных на 64 квартиры. Представляет собой протяжённое одноподъездное здание с коридорным подъездом. Особенностью здания является расположение квартир «лесенкой», из-за чего фасад здания имеет ступенчатую форму. Коридор внутри здания расположен параллельно фасаду, под углом к квартирам. Лестничный узел расположен в середине коридора. На площадке расположено 13 квартир, из них 1 двухкомнатная площадью 44 м2, 14 однокомнатных площадью от 27 до 38 м2. Все квартиры оборудованы смежным санузлом, в однокомнатных имеется тёмная комната. Площадь кухонь составляет от 6,5 до 11,5 м2. Все квартиры имеют небольшую лоджию с выходом из кухни. С торцов здания расположены общие балконы и эвакуационная лестница.